# Jablonec nad Nisou
Jablonec nad Nisou (német nyelven: Gablonz an der Neiße) város északkeleti Csehországban.

## Fekvése
Liberectől 13 km-re, a Lusatian Neisse folyó és mellékfolyóinak völgyében fekvő település. 

## Története
A város a híres cseh féldrágakő-feldolgozás és a bizsuékszer-készítés központja.
A környék számos sport-és turisztikai tevékenység számára is vonzó környezet, mint például a sielés, vagy kirándulás a várostól északnyugatra fekvő Jizerai-hegységbe.

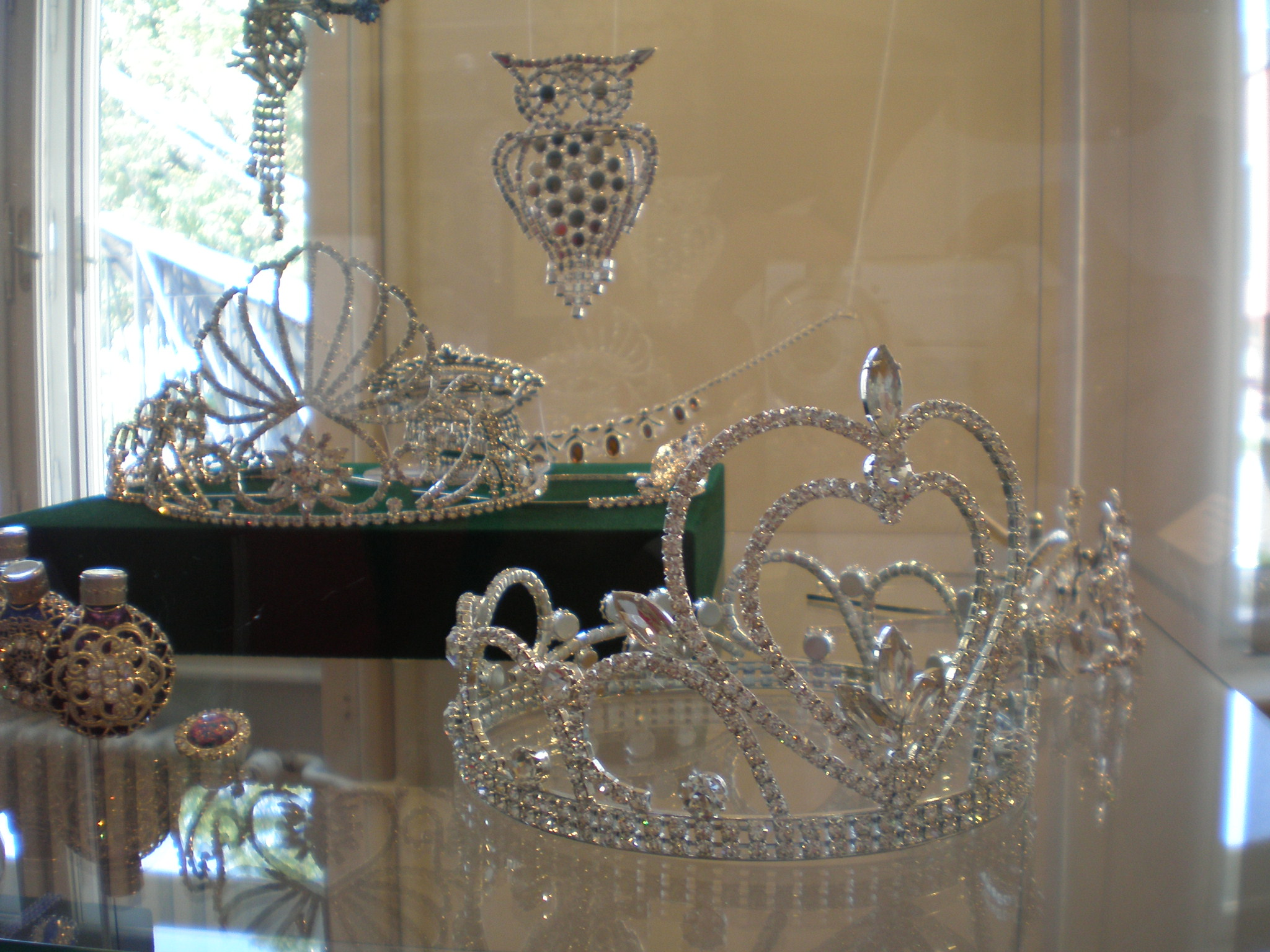
Részlet a jabloneci múzeumból

Jablonec és környéke állandóan lakott hely volt. Története 1356-ra nyúlik vissza. A huszita háborúk idején és Podjebrad György uralkodása alatt a város leégett.  
A 16. században alakult meg itt az üveggyártás. Az üveg-, ékszer-ipar a 17. században, de különösen a 18. században indult gyors fejlődésnek. Jablonec az ékszerek világhírű kereskedelmi központjává vált.
1888-ra kiépült a vasúti hálózat is melyet hamarosan kiterjesztettek Smržovku és Tanvald a Kořenov felé is, majd csatlakoztak a hálózathoz a porosz vasutak is. Mindez hozzájárult Jablonecben az ipar és kereskedelem fejlődéséhez. 
Jablonec nevezetességei közé tartozik a szecessziós stílusban épült Szent Kereszt templom, a Városi Színház szecessziós belsővel, és a gótikus stílusú evangélikus templom. A két világháború közötti időszakban épült felaz új városháza és a katolikus egyház Jézus Szíve temploma.

## Nevezetességek

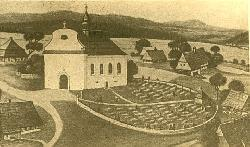
A Szt.Anna templom 1687-ben

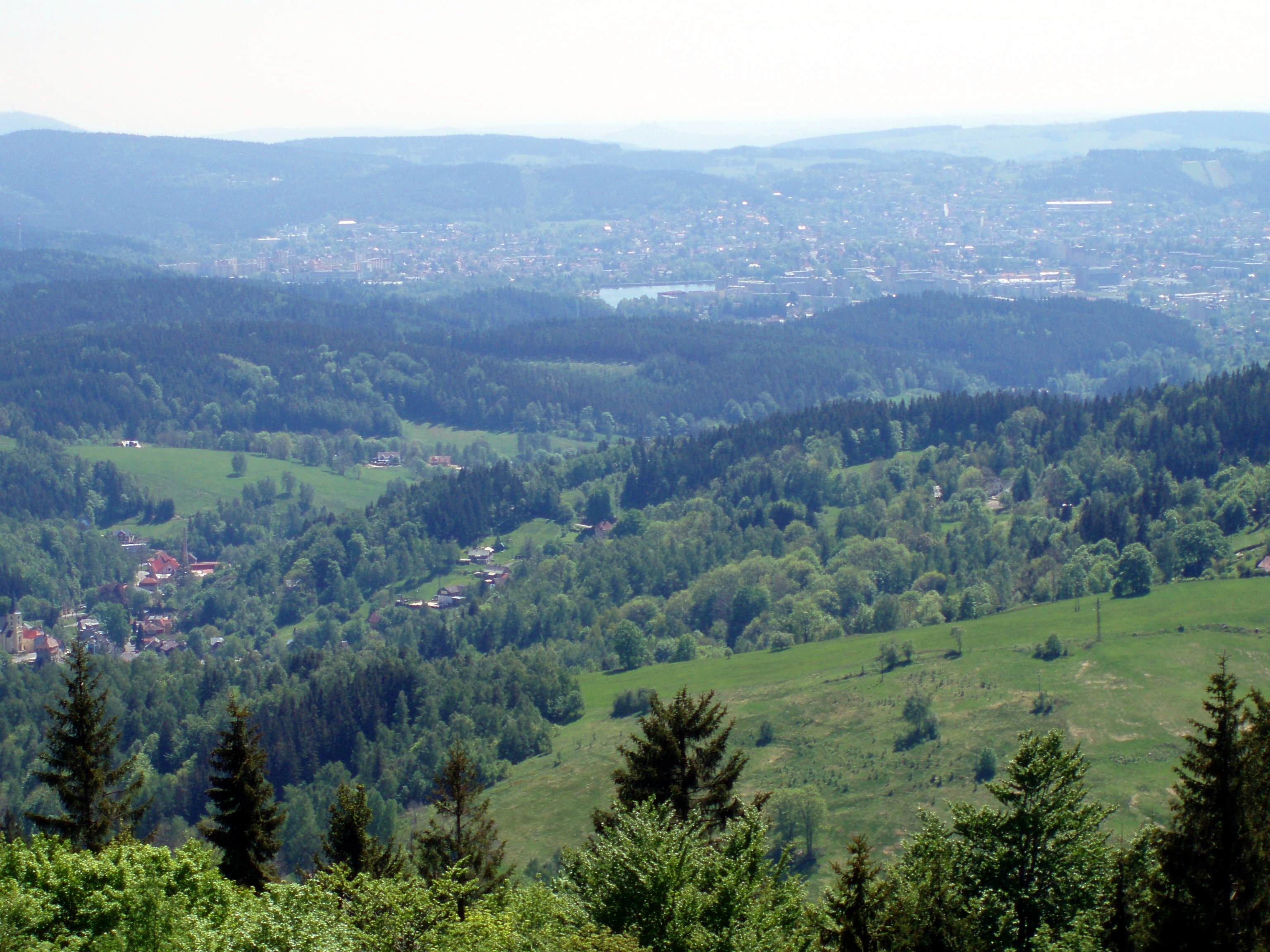
Jablonec és környékének látképe

- Szent Kereszt templom
- Jézus Szíve katolikus templom,
- Evangélikus templom
- Városháza
- Városi Színház

## Népesség
A település népessége az elmúlt években az alábbi módon változott:
| Lakosok száma | 6752 | 22 603 | 39 147 | 23 139 | 42 179 | 45 266 | 45 702 | 45 802 | 44 588 | 46 226 |
|               | 1869 | 1890   | 1921   | 1950   | 1980   | 2001   | 2017   | 2019   | 2022   | 2024   |

## További információk

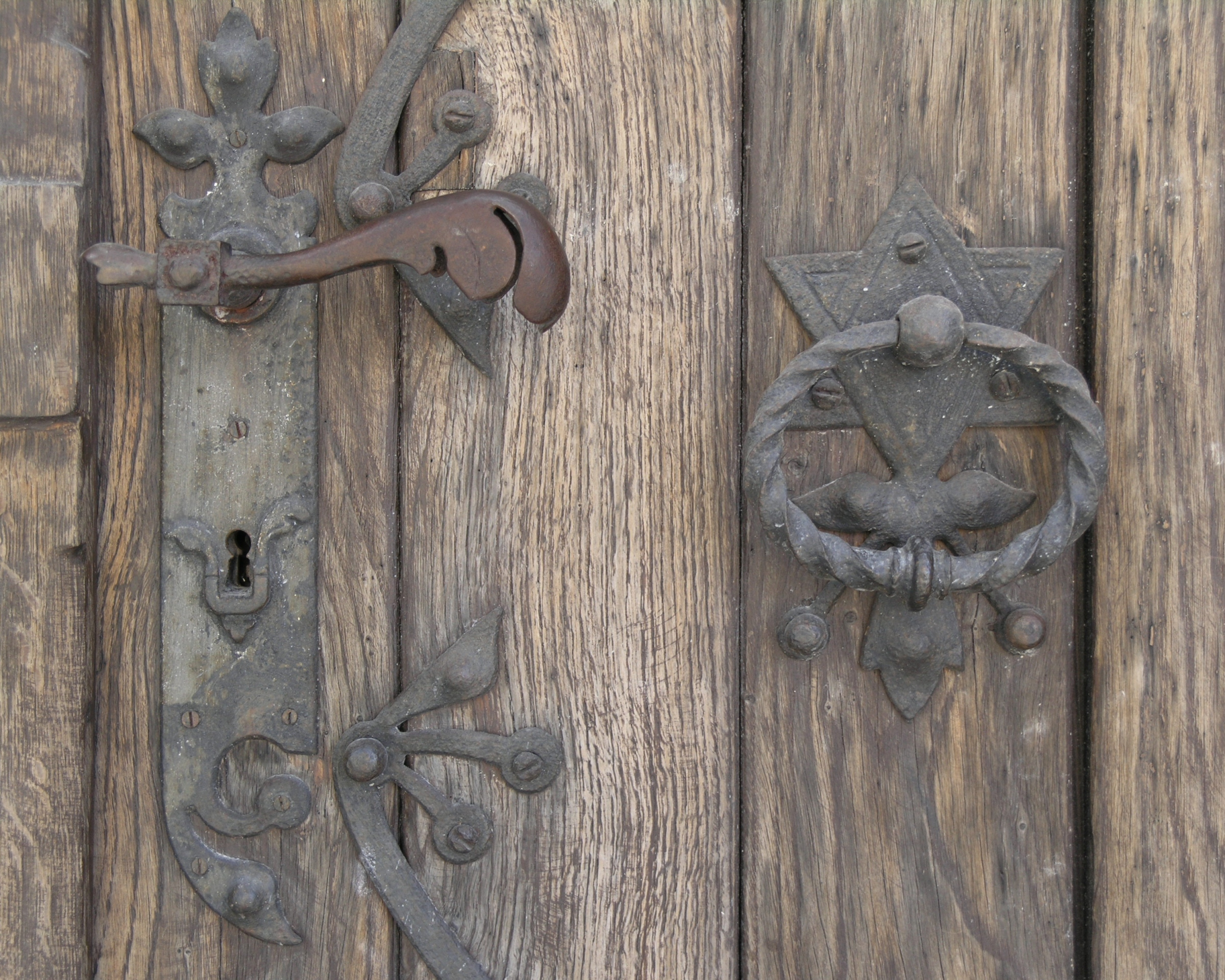
Egy régi kapu részlete a városból